# Turjasebes
Turjasebes (ukránul: Тур'я Бистра) település Ukrajnában, Kárpátalján, az Ungvári járásban.

## Fekvése
Perecsenytől délkeletre, a Turia patak mellett, Poroskő, Turjamező és Dombostelek közt fekvő település.

## Története
1910-ben 1319 lakosából 75 magyar, 117 német, 1122 ruszin volt. Ebből 104 római katolikus, 1128 görögkatolikus, 74 izraelita volt. A trianoni békeszerződés előtt Ung vármegye Perecsenyi járásához tartozott.